# Instituto Universitario de la Policía Federal Argentina
El Instituto Universitario de la Policía Federal Argentina (IUPFA) es un establecimiento de enseñanza e investigación, creado con la finalidad de brindar capacitación y perfeccionamiento de nivel superior a los cuadros de la Policía Federal. Se encuentra en las calles Rosario esquina Avenida José María Moreno del barrio de Caballito de la ciudad de Buenos Aires.
El Instituto desarrolla formación a la fuerza policial, como también al resto de la población civil, en sus diferentes carreras y especializaciones. A su vez se vincula con otras fuerzas policiales y organizaciones mediante diversos convenios.

## Historia

### Creación e inicios
Los antecedentes del Instituto Universitario se remontan al 2 de agosto de 1974, tras la creación de Academia Federal de Estudios Policiales, cuando, dentro de las aspiraciones y políticas de la fuerza policial, se hace necesaria la creación de un establecimiento de nivel universitario con validez nacional, orientado a afianzar la profesionalización de la misma, y lograr potenciar su nivel en materia científica y técnica.
La creación de una institución de altos estudios, con estas características, era una antigua necesidad que poseía la Policía Federal Argentina, y a la consagración de tales fines, se requirió de docentes capacitados y de una infraestructura técnica acordes a la complejidad de las actividades desarrolladas en la Academia. De esta forma, la misma, se constituiría en uno de los pocos establecimientos en brindar un constante foco de capacitación y perfeccionamiento a los miembros de todas las fuerzas de seguridad, según lo requirieran las circunstancias científicas y sociales, y sus respectivos cánones de excelencia.
Para satisfacer estos objetivos institucionales, la Academia, se subdividía administrativamente de esta forma:
- Instituto Superior de Policía.
- Centro de Altos Estudios Policiales.
- Instituto de Ciencias y Técnicas Aplicadas.
- Instituto de Criminalística.

#### Instituto Superior de Policía
En esta sección, se dictaban los denominados «cursos orgánicos-reglamentarios para el Personal Superior de la Policía Federal», (requisito previo para la promoción jerárquica del mismo), así como aquellos que se estimaran pertinentes para su integral formación, capacitación y perfeccionamiento.
En la actualidad, esta función es llevada a cabo por el mismo Instituto, pero bajo la denominación de «Escuela Superior de Policía», dependiente de la Superintendencia de Instrucción y Formación Académica de la Policía Federal.

#### Centro de Altos Estudios Policiales
Se encargaba de coordinar las actividades de investigación, información e ilustración del más alto nivel profesional policial, materializadas en investigaciones y seminarios, y llevados a cabo por destacadas personalidades en temáticas de carácter policial, sociológico y humanístico.

#### Instituto de Ciencias y Técnicas Aplicadas
Encargado de llevar adelante los cursos orgánicos de nivel superior en las disciplinas y técnicas que conforman la función del cuerpo Policial, denominadas coloquialmente con el término de "Seguridad".

#### El Instituto de Criminalística
Su tarea era impartir las enseñanzas de las especialidades científicas y técnicas, propias de la Criminalística.

### Desarrollo
Con el correr del tiempo y el perfeccionamiento de sus programas y sus políticas académicas, la Academia Superior de Estudios Policiales fue incorporada al régimen de la Ley 17.778 a través del Decreto del P.E.N. n.º 3880 de fecha 26 de diciembre de 1977, logrando así la validez nacional a sus títulos y grados que expidiera en las de carreras de:
- Licenciado en Criminalística
- Licenciado en Accidentología y prevención vial
- Perito en Documentología
- Perito de Balística
- Perito en Papislocopía

Los beneficios de la mencionada Ley, no solo elevaban el nivel educativo de la Academia, sino que hacían extensivos los títulos mencionados a cualquier ciudadano que deseara formarse en los contenidos por entonces dictados, prestando ahora no solo un servicio a las fuerzas de seguridad sino a la sociedad en su conjunto.
El 22 de febrero de 1982, mediante el Decreto del P.E.N. n.º 376, se agregaron los siguientes títulos a la nómina, otorgándoles validez nacional:
- Licenciado en Seguridad
- Licenciado en Acción Social

Más tarde se incorporaron nuevas carreras; también reconocidas a nivel nacional:
- Licenciado en Sistemas de Protección contra Siniestros (Resolución del Ministerio de Educación n.º 1017/85)
- Licenciado en Ciencias Penales y Sociales (Resolución del Ministerio de Educación n.º 9/86)
- Licenciado en Relaciones Internacionales (Resolución del Ministerio de Educación n.º 2275/92)

### Reconocimiento definitivo
Tiempo después, mediante la Resolución n.º 1432/92 del Ministerio de Educación, fue aprobado el cambio de denominación de la Academia por la de Instituto Universitario de la Policía Federal Argentina (IUPFA), adquiriendo finalmente un nombre acorde a su nuevo carácter universitario, y con el que buscaba además profundizar el arraigo del Instituto en el ámbito civil.
Pero no sería sino hasta el año 1995, cuando obtendría su reconocimiento definitivo a nivel nacional, acercándolo decisivamente a toda la población, como Instituto de Enseñanza superior tras ser incorporado al régimen de la Ley de Educación Superior (Ley n.º 24521/95) con el carácter de Universidad Nacional. El decreto n.º 499/95 permitió su incorporación al Consejo Inter Universitario Nacional.

### Contemporáneo
A partir de aquí, el Instituto lograría establecer una serie de reformas y adelantos en sus programas, asimismo como la incorporación de nuevas carreras y la consecuente expansión del tamaño, alcance y excelencia educativa del mismo. En este proceso, es posible distinguir 4 años decisivos, en los que tendrían lugar las reformas mencionadas:

##### 1995
Si bien no sería este el año más prolífico para el progreso reformador del Instituto, es importante remarcar que el 16 de agosto quedaría constituido el Colegio de Enseñanza Media a Distancia, mediante un convenio entre el Ministerio de Educación de la Nación y la Policía Federal Argentina. El aspecto más significativo de este adelanto, sería no solo el progreso meramente académico del Instituto, sino la exposición de una creciente actitud de integración del mismo en el ámbito social, renovando su compromiso con el mismo, no solamente en la preservación de su seguridad sino en la prestación de un servicio educativo a distancia.

##### 1997
Este puede ser considerado sin lugar a dudas, uno de los años más prolíficos en el desarrollo académico del Instituto. Entre las reformas practicadas en el mismo se cuentan:
- La incorporación de la carrera de Abogacía, que mereció reconocimiento oficial a través de Resolución n.º 46/97 del Ministerio de Educación.

- Actualización de los contenidos de la Licenciatura en Acción Social, reemplazándola por la Licenciatura en Trabajo Social, reconocida por Resolución n.º 462 del Ministerio de Educación.

- Creación del Instituto Universitario y la Escuela de Enfermería, cuyos títulos recibieron reconocimiento oficial y validez nacional conforme a Resolución n.º 1157 del Ministerio de Educación. Estos son:

- Enfermero Universitario
- Licenciado en Enfermería

#### 1998
El 17 de diciembre de este año se crea, mediante resolución del Consejo Académico Superior de este Instituto, la Facultad de Ciencias Biomédicas, con las siguientes carreras:
En la Escuela de Enfermería:
- Enfermería Universitaria.
- Licenciatura en Enfermería.

En la Escuela de ¨Instrumentación Quirúrgica: 
- Instrumentador Quirúrgico Profesional
- Licenciatura en Organización y Asistencia de Quirófanos

En este aspecto, es también destacable en virtud de los esfuerza en excelencia académica, la instauración de cursos de posgrado y de extensión universitaria, para las carreras recientemente creadas.
Otro hito remarcable en la nómina educativa de este año, sería la habilitación del Instituto como "Institución Formadora en Mediación" (Registro n.º 137), mediante la Disposición n.º 44/99 de la Directora Nacional de Medios Alternativos de Resolución de Conflictos del Ministerio de Justicia, habiendo alcanzado los requisitos previstos por la Resolución del mismo Ministerio n.º 284/98 en cuanto a garantizar la capacitación integral y meritoria de los mediadores, en virtud de lo prescripto por la Ley n.º 24.573.

#### 1999-2000
Entre estos años, se concretaron los esfuerzos de actualización e innovación, comenzando el 24 de junio de 1999, cuando el Instituto se integró a la estructura orgánica del Colegio de Enseñanza Media a Distancia, por resolución del Consejo Académico Superior.
Más tarde, en el año 2000, el IUPFA incorporó las siguientes carreras:
- Ingeniería en Telecomunicaciones
- Especialista en Seguridad Bancaria
- Maestría en Seguridad Pública

#### La carrera de Abogacía a Distancia
El instituto cuenta con una carrera de Abogacía a Distancia y un campus virtual con profesores especialistas no solo en las respectivas ramas del Derecho, sino también en informática educativa.

#### SURCO: Resolución de conflictos para la comunidad
Además, en su sede funciona el Servicio Universitario de Resolución de Conflictos (SURCO)
En el mismo también se dictan cursos de mediación. 

#### Denominación de los institutos policiales de formación
Por Resolución 167/2011 del Ministerio de Seguridad de la Nación se dispuso cambiar la denominación de la "Escuela Superior de Policía"por "Comisario General Enrique Fentanes", la "Escuela de Cadetes", que hasta ahora llevaba el nombre de "Ramón L. Falcón" pasa a denominarse "Comisario General Juan Ángel Pirker" y la "Escuela de Suboficiales y Agentes" pasa a denominarse "Don Enrique O'Gorman"

## Gestión Académica y Organizativa
Se cuenta con un Consejo Directivo y con un Consejo Académico.
A su vez lo respecto a lo Académico se encuentra subdividido en las siguientes áras Académicas:
1. Formación de Grado. (UAFG)
2. Formación de Posgrado. (UAFP)
3. Escuela Superior de Policía: “Comisario General Enrique Fentanes”
4. Escuela de Cadetes: “Comisario General Juan Ángel Pirker”
5. Formación Profesional y Permanente (UAFPP):
  1. Centro de Entrenamiento y Doctrina Policial.
  2. Colegio de Enseñanza Media a Distancia.
  3. Escuela de Especialidades.
  4. Escuela Federal de Inteligencia Criminal.
  5. Escuela Federal de Aviación Policial.
  6. Escuela Federal de Suboficiales y Agentes “Don Enrique O`Gorman”
  7. Departamento Escuela Federal de Tiro y Entrenamiento Policial "Inspector General Guillermo Mendoza".

Las distintas carreras dependen de las Direcciones de Carrera ordenado en las siguientes áreas:
1. Área Criminalística
2. Área Jurídica
3. Área Enfermería
4. Área Instrumentación Quirúrgica
5. Área Seguridad Ciudadana
6. Área Seguridad Vial
7. Área Siniestros
8. Área Telecomunicaciones
9. Área A Término

## Oferta académica

### Carreras de Grado
| Carrera                                                     | Título | Resolución Ministerial | Duración (años) | Modalidad  |
| ----------------------------------------------------------- | --- | ---------------------- | --------------- | ---------- |
| ABOGACÍA                                                    | ABOGADO | 46/97                  | 5               | Presencial |
| CRIMINALÍSTICA                                              | LICENCIADO EN CRIMINALÍSTICA                                                                                    | 1439/15                | 4               | Presencial |
| SEGURIDAD CIUDADANA                                         | LICENCIADO EN SEGURIDAD CIUDADANA. Título intermedio: Técnico en Seguridad Ciudadana                            | 1276/12                | 4               | Presencial |
| ENFERMERÍA                                                  | LICENCIADO EN ENFERMERÍA. Título intermedio: Enfermero Universitario                                            | 1157/09                | 4               | Presencial |
| ORGANIZACIÓN Y ASISTENCIA EN QUIRÓFANOS                     | LICENCIADO EN ORGANIZACIÓN Y ASISTENCIA EN QUIRÓFANOS. Título intermedio: Instrumentador Quirúrgico Profesional | 1703/99                | 4               | Presencial |
| ACCIDENTOLOGÍA Y PREVENCIÓN VIAL                            | LICENCIADO EN ACCIDENTOLOGÍA Y PREVENCIÓN VIAL. Título intermedio: Técnico en Accidentología Vial               | 820/00                 | 4               | Presencial |
| GESTIÓN DE SINIESTROS                                       | LICENCIADO EN GESTIÓN DE SINIESTROS                                                                             | 451/15                 | 4               | Presencial |
| SEGURIDAD EN TECNOLOGÍAS DE LA INFORMACIÓN Y COMUNICACIONES | LICENCIADO EN SEGURIDAD EN TECNOLOGÍAS DE LA INFORMACIÓN Y COMUNICACIONES                                       | 3195/04                | 4               | Presencial |

CARRERAS DE PRE-GRADO
| Carrera                                               | Título                                                                                        | Resolución Ministerial | Duración (años) | Modalidad  |
| ----------------------------------------------------- | --------------------------------------------------------------------------------------------- | ---------------------- | --------------- | ---------- |
| CALÍGRAFO PÚBLICO NACIONAL                            | CALÍGRAFO PÚBLICO NACIONAL. Título intermedio: Perito en Documentología                       | 1165/03                | 3               | Presencial |
| TÉCNICO UNIVERSITARIO EN BALÍSTICA Y ARMAS PORTÁTILES | TÉCNICO UNIVERSITARIO EN BALÍSTICA Y ARMAS PORTÁTILES. Título intermedio: Perito en Balìstica | 1198/04                | 3               | Presencial |
| PERITO EN PAPILOSCOPÍA                                | PERITO EN PAPILOSCOPÍA                                                                        | 3880/77                | 2               | Presencial |

POSGRADOS
- ESPECIALIZACIÓN EN DOCENCIA UNIVERSITARIA. Resolución Ministerial: 650/05 / ACREDITADA POR CONEAU N.º 986/13. Duración: 2 años. Modalidad: Presencial.

- ESPECIALIZACIÓN EN MEDICINA LEGAL. Resolución Ministerial: 1414/10 / ACREDITADA POR CONEAU 335/15. Duración: 2 años. Modalidad: Presencial.

- ESPECIALIZACIÓN EN ANÁLISIS DEL LUGAR DEL HECHO. Duración: 3 Cuatrimestres. Modalidad: Presencial.

CICLO DE LICENCIATURA
- CICLO DE LICENCIATURA EN SEGURIDAD CIUDADANA. TÍTULO DE GRADO LICENCIADO/A EN SEGURIDAD CIUDADANA. Destinado: A Oficiales de las Fuerzas Policiales y de seguridad que hayan cursado 3 años de estudios. Duración: 2 años. Modalidad: A Distancia.

- CICLO DE LICENCIATURA EN ENFERMERÍA. TÍTULO DE GRADO LICENCIADO/A EN ENFERMERÍA (Resolución Ministerial N.º 230/10). Destinado: Enfermeros Terciarios o Universitarios. Duración: 2 años. Modalidad: Presencial.

- CICLO DE LICENCIATURA EN ORGANIZACIÓN Y ASISTENCIA EN QUIRÓFANOS. TÍTULO DE GRADO LICENCIADO/A EN ORGANIZACIÓN Y ASISTENCIA EN QUIRÓFANOS (Res. Ministerial N.º 1001/9)

Destinado : Instrumentadores Quirúrgicos Profesionales. Duración: 2 años. Modalidad: Presencial.
- CICLO DE LICENCIATURA EN INVESTIGACIÓN CRIMINAL TÍTULO DE GRADO LICENCIADO/A EN INVESTIGACIÓN CRIMINAL. Destinado: A Oficiales de la PFA que hayan cursado 3 años de estudio en la Escuela de Cadetes que posean el título de Técnico en investigaciones periciales, Técnico Universitario en Seguridad Pública y Ciudadana con orientación en Criminalística, y Técnico Universitario en Seguridad Pública y Ciudadana orientado a la Investigación Criminal. Así como también quienes cuenten con 3 años de antigüedad en los destinos de las superintendencias de Policía Científica; Investigaciones federales; Interior y delitos Complejos; Drogas peligrosas y asuntos Internos.

Duración: 2 años. Modalidad: A Distancia.
- CICLO DE LICENCIATURA EN TECNOLOGÍAS DE LA INFORMACIÓN Y COMUNICACIONES PARA SEGURIDAD PÚBLICA. TÍTULO DE GRADO LICENCIADO/A EN TECNOLOGÍAS DE LA INFORMACIÓN Y COMUNICACIONES PARA SEGURIDAD PÚBLICA. Destinado: Egresados de la Escuela de Cadetes “Crio. Gral. Juan Ángel Pirker” de la Tecnicatura Universitaria en Seguridad Pública y Ciudadana con orientación en Tecnologías de la Información y Comunicaciones Policiales; además, aquellos graduados de la Escuela de Cadetes “Crio. Gral. Juan Ángel Pirker”, que posean títulos de Técnico Superior en Telecomunicaciones cuyos planes de estudios tengan una duración no menor a tres años. Asimismo, podrán ingresar graduados de la Escuela de Cadetes “Crio. Gral. Juan Ángel Pirker”, que posean titulaciones de otras especialidades que cuenten con experiencia profesional no menor a tres años en áreas vinculadas a las Tecnologías de la Información y Comunicaciones. Además, podrá ingresar personal de otras Fuerzas Federales de Seguridad, Policías Provinciales y Fuerzas Armadas que cuenten con títulos de tecnicaturas superiores y tecnicaturas superiores universitarias, con una duración no menor a tres años y 1300 horas reloj, afines a la disciplina y que demuestren trayectoria profesional de al menos tres años en el campo de las Tecnologías de la Información y Comunicaciones. En estos dos últimos casos el ingreso será evaluado por un Comité ad hoc que considerará la adecuación de la trayectoria profesional del postulante.

Duración: 2 años. Modalidad: A Distancia.
- CICLO DE LICENCIATURA EN GESTIÓN DE SINIESTROS. TÍTULO DE GRADO LICENCIADO/A EN GESTIÓN DE SINIESTROS. Destinado: Egresados de la Escuela de Cadetes “Crio. Gral. Juan Ángel Pirker” de la Tecnicatura Universitaria en Seguridad Pública y Ciudadana con orientación en Siniestros; además, aquellos graduados de la Escuela de Cadetes que posean títulos de Técnico Superior en Protección contra Incendios cuyos planes de estudios tengan una duración no menor a tres años. Asimismo, podrán ingresar graduados de la Escuela de Cadetes “Crio. Gral. Juan Ángel Pirker”, que posean titulaciones de otras especialidades que cuenten con experiencia profesional no menor a tres años en áreas vinculadas a la gestión de siniestros: Superintendencia Federal de Bomberos. Además, podrá ingresar personal de otras Fuerzas Federales de Seguridad, Policías Provinciales y Fuerzas Armadas que cuenten con títulos de tecnicaturas superiores y tecnicaturas superiores universitarias, con una duración no menor a tres años y 1300 horas reloj, afines a la disciplina y que demuestren trayectoria profesional de al menos tres años en el campo de la gestión de siniestros. En estos dos últimos casos el ingreso será evaluado por un Comité ad hoc que considerará la adecuación de la trayectoria profesional del postulante.

Duración: 2 años. Modalidad: A Distancia.
DIPLOMATURAS
- DIPLOMATURA UNIVERSITARIA EN SEGURIDAD CIUDADANA. DENOMINACIÓN DE LA CERTIFICACIÓN DIPLOMADO/A UNIVERSITARIO/A EN SEGURIDAD CIUDADANA. Duración: Cumplimiento efectivo de seiscientos cuarenta y dos (642) horas totales. Modalidad: A distancia.

CARRERAS A TERMINO
- ABOGACÍA A DISTANCIA
- INGENIERÍA EN GESTIÓN DE SINIESTROS Y SEGURIDAD AMBIENTAL
- LICENCIATURA EN TRABAJO SOCIAL
- LICENCIATURA EN RELACIONES INTERNACIONALES
- LICENCIATURA EN CIENCIA PENALES Y SOCIALES
- LICENCIATURA EN SEGURIDAD
- INGENIERÍA EN TELECOMUNICACIONES

LA TOTALIDAD DE OFERTA ACADEMICA ACTUAL ES NO ARANCELADA PARA EL PERSONAL DE LA POLICÍA FEDERAL ARGENTINA